# تيري بلاك
تيري بلاك هو لاعب كرة القدم الكندية كندي، ولد في عقد 1940 في أوتاوا في كندا.

## وصلات خارجية
- تيري بلاك على موقع JustSportsStats.com (الإنجليزية)